# Casino di Sotto
Il Casino di Sotto è un edificio storico di Novellara, in provincia di Reggio Emilia. È una delle numerose residenze di campagna appartenute alla famiglia Gonzaga.

## Storia e descrizione
La costruzione, a pianta quadrangolare con quattro torri disposte ai lati, venne avviata nel 1554 dal conte di Novellara Alfonso I Gonzaga. La costruzione venne riveduta nella metà del XVI secolo, su disegni di Lelio Orsi. Con il conte Alfonso II Gonzaga l'edificio venne abbellito e ristrutturato.
Nel 1728, con l'estinzione dei Gonzaga di Novellara, la proprietà passò a Maria Teresa Cybo-Malaspina, duchessa di Massa e Principessa di Carrara.
Con la dominazione napoleonica nel 1796 l'edificio venne spogliato degli arredi e delle opere d'arte.